# 田原町站 (東京都)

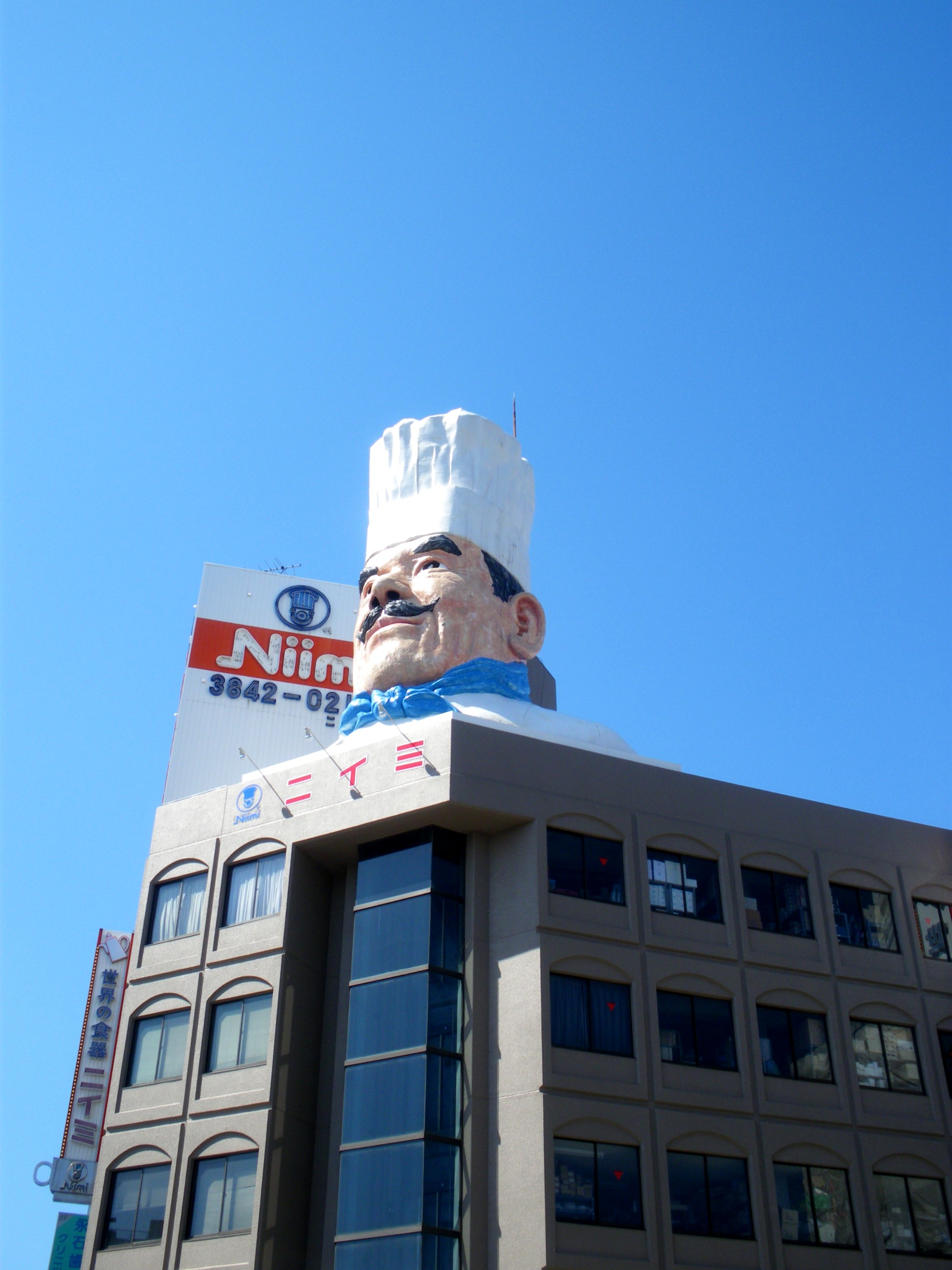
合羽橋道具街地標大型廚師像

田原町站（日语：／ Tawaramachi eki */?）是位於日本東京都台東區西淺草一丁目，屬於東京地下鐵銀座線的鐵路車站。車站編號是G 18。
本站下方被首都圈新都市鐵道筑波快線穿过，北邊500公尺處是該線的「淺草站」，但两站间没有联络运输。
PASMO、Suica地域內雖然沒有其他車站名為「田原町」，但顯示歷史、印字時顯示分別不同公司的接頭詞，採用「東京地下鐵」的「地」表記為「地田原町」。

## 歷史
- 1927年（大正14年）12月30日：東京地下鐵道上野至淺草間開通時開業。
- 1941年（昭和16年）9月1日：東京地下鐵道、路線轉讓與帝都高速度交通營團（營團地下鐵）。
- 2003年（平成15年）2月：成為業務委託站。
- 2004年（平成16年）4月1日：營團地下鐵民營化。銀座線由東京地下鐵繼承。
- 2015年（平成27年）6月16日：引入發車音樂[2]。
- 2017年（平成29年）5月22日：1、2號月台設置月台閘門。

## 車站構造
對向式2面2線月台的地下車站。车站设有3個出入口，两月台均设有无障碍电梯通往地面。月台牆壁與天井交界有各歌舞伎役者的家紋浮雕。1號月台中央、2号月台靠近无障碍电梯处设有無障礙廁所。
原设置改札外站台换向通道，但在2018年车站翻新后将其划分至改札内（东京地铁官网的车站立体图是错误的）。

### 月台配置
| 月台 | 路線   | 目的地               |
| ---- | ------ | -------------------- |
| 1    | 銀座線 | 上野、銀座、澀谷方向 |
| 2    | 銀座線 | 往淺草               |

（來源：東京地下鐵:構內圖 （页面存档备份，存于））

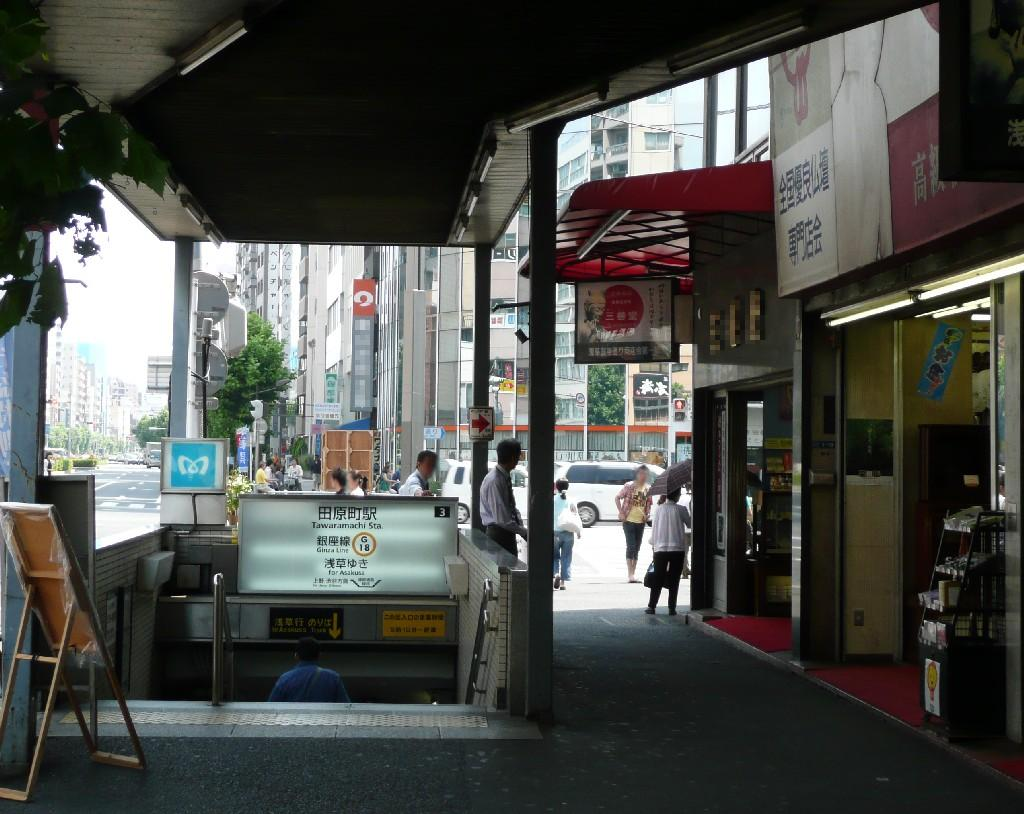
3號出入口（2008年7月）
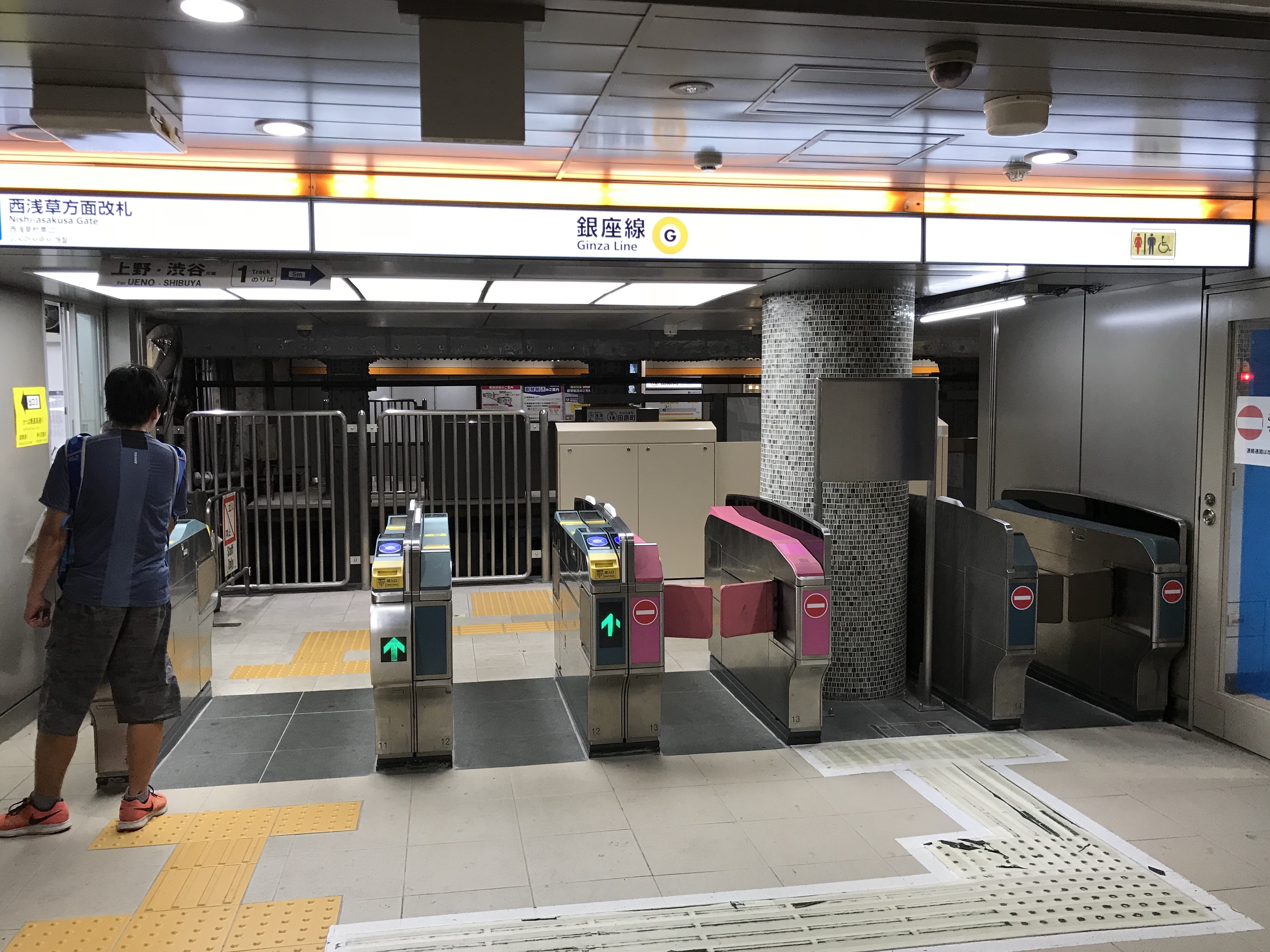
西淺草方向閘口（2018年8月11日）
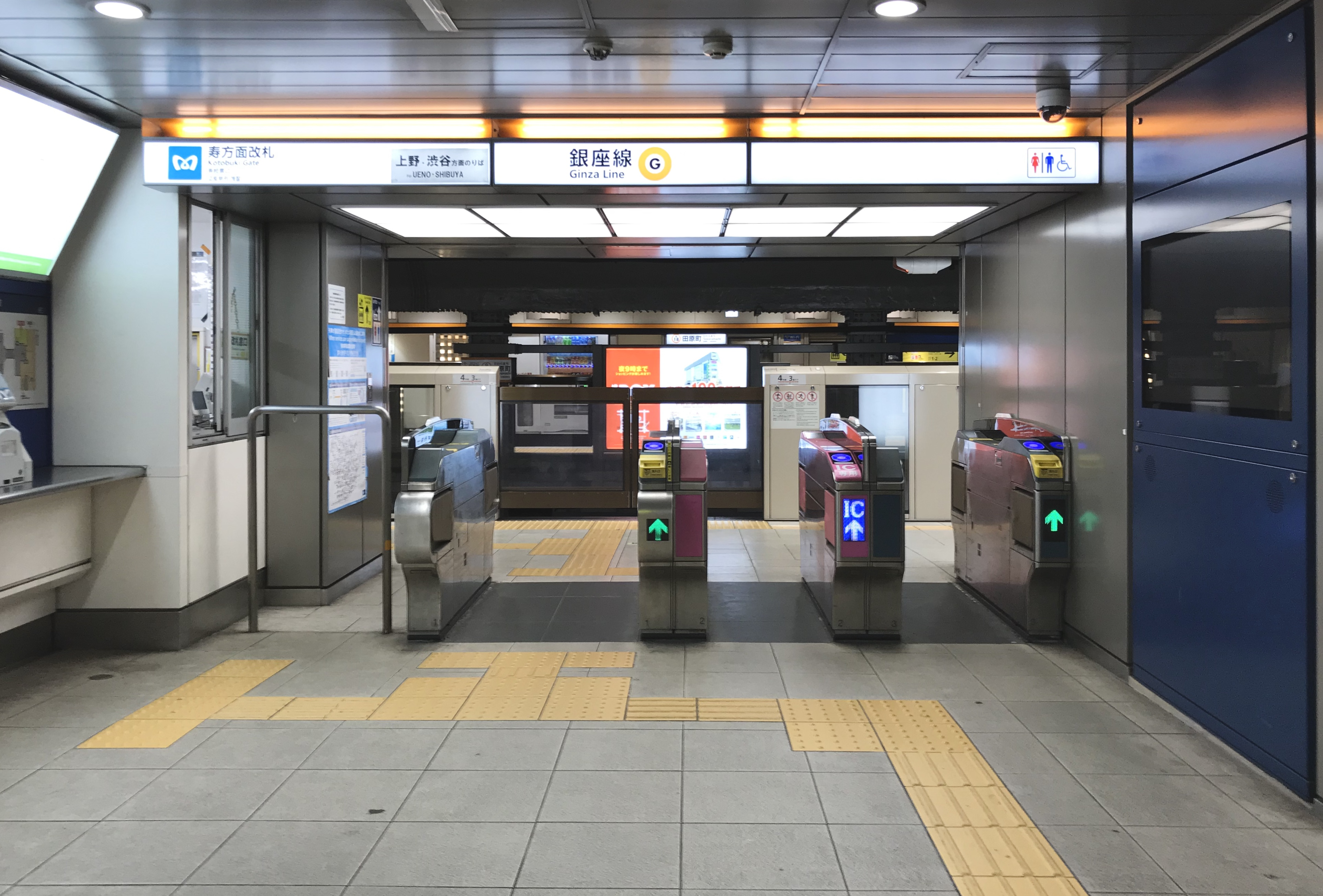
壽方向閘口（2020年1月4日）
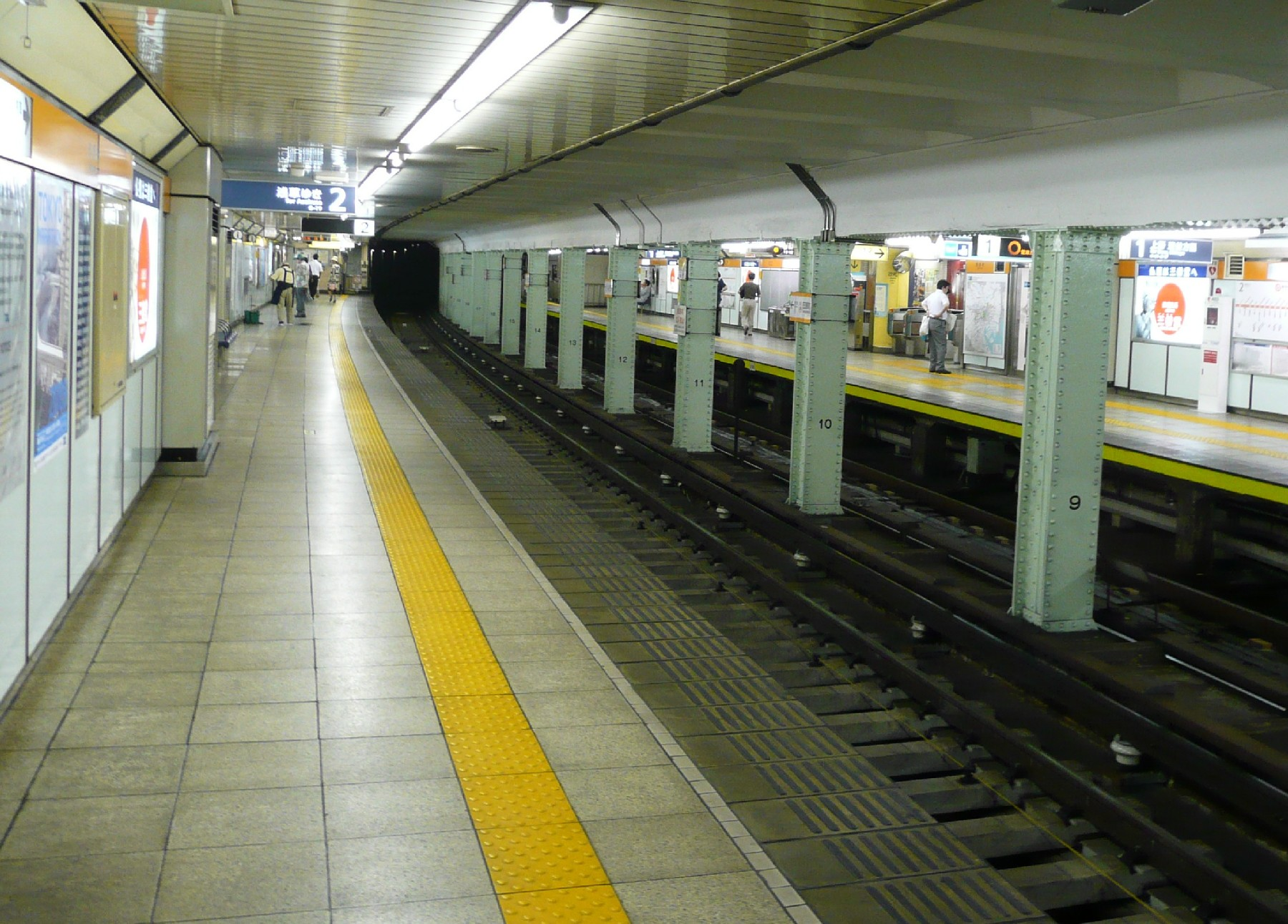
翻新前月台（2008年7月）
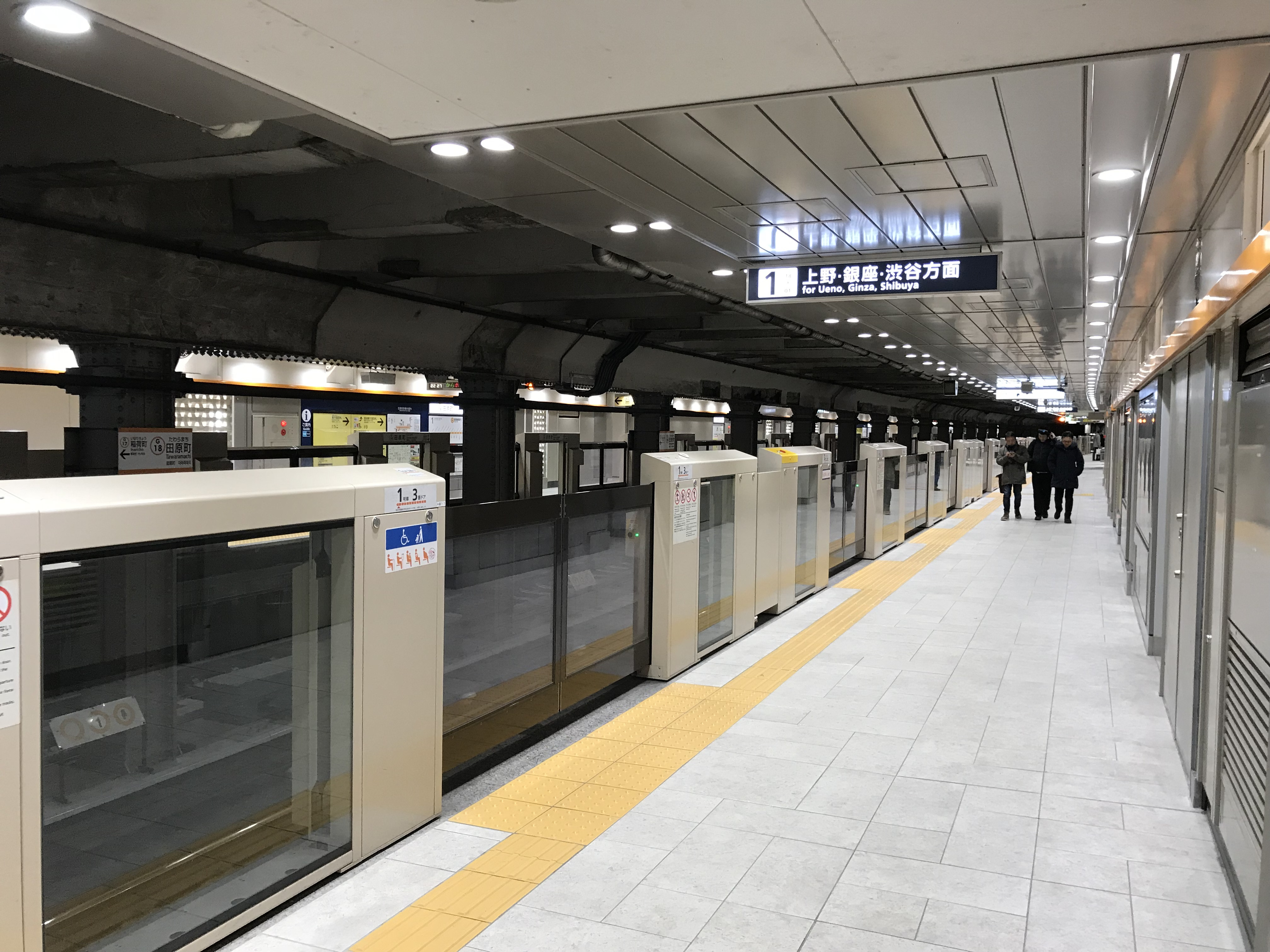
翻新後月台（2018年1月4日）

## 利用狀況
2017年度1日平均上下車人次為33,317人。
近年1日平均上下車、上車人次變化如下表。
| 年度               | 1日平均 上下車人次 | 1日平均 上車人次 | 來源     |
| ------------------ | ------------------ | ---------------- | -------- |
| 1992年（平成04年） |                    | 14,444           | [ * 1 ]  |
| 1993年（平成05年） |                    | 13,956           | [ * 2 ]  |
| 1994年（平成06年） |                    | 13,477           | [ * 3 ]  |
| 1995年（平成07年） |                    | 13,462           | [ * 4 ]  |
| 1996年（平成08年） |                    | 13,559           | [ * 5 ]  |
| 1997年（平成09年） |                    | 13,416           | [ * 6 ]  |
| 1998年（平成10年） |                    | 13,386           | [ * 7 ]  |
| 1999年（平成11年） |                    | 13,123           | [ * 8 ]  |
| 2000年（平成12年） |                    | 12,879           | [ * 9 ]  |
| 2001年（平成13年） |                    | 12,625           | [ * 10 ] |
| 2002年（平成14年） |                    | 12,605           | [ * 11 ] |
| 2003年（平成15年） | 25,741             | 12,396           | [ * 12 ] |
| 2004年（平成16年） | 26,730             | 12,581           | [ * 13 ] |
| 2005年（平成17年） | 26,795             | 12,696           | [ * 14 ] |
| 2006年（平成18年） | 26,279             | 12,575           | [ * 15 ] |
| 2007年（平成19年） | 26,620             | 12,839           | [ * 16 ] |
| 2008年（平成20年） | 26,522             | 12,805           | [ * 17 ] |
| 2009年（平成21年） | 25,848             | 12,537           | [ * 18 ] |
| 2010年（平成22年） | 26,319             | 12,808           | [ * 19 ] |
| 2011年（平成23年） | 26,216             | 12,800           | [ * 20 ] |
| 2012年（平成24年） | 27,789             | 13,472           | [ * 21 ] |
| 2013年（平成25年） | 28,865             | 14,101           | [ * 22 ] |
| 2014年（平成26年） | 29,170             | 14,247           | [ * 23 ] |
| 2015年（平成27年） | 31,126             | 15,238           | [ * 24 ] |
| 2016年（平成28年） | 32,228             | 15,814           | [ * 25 ] |
| 2017年（平成29年） | 33,317             |                  |          |

## 車站周邊
本站位於淺草地區西部、與國際通交會的淺草通壽四丁目交差點西側地下。由於有東本願寺等多間寺院，有許多佛具店聚集在此。
- 東本願寺（日语：東本願寺 (台東区)）（舊東京本願寺）
- 淺草郵便局（日语：浅草郵便局）

- 郵貯銀行淺草店

- 國際通
- 淺草通
- 首都圈新都市鐵道筑波快線淺草站 - 雖不是轉乘站，但雙方的地上出口距離僅約500公尺（步行6分），比本線淺草站更近。
- 佛壇、佛具店。
- 合羽橋（合羽橋道具街）
- 淺草公園六區（日语：浅草公園六区）
  - 淺草ROX（日语：浅草ROX）
  - 淺草演藝廳（日语：浅草演芸ホール）
  - ROCK座（日语：ロック座）
- 東京都水道局（日语：東京都水道局）台東營業所
- TEPCO淺草館
- 淺草豪景酒店（日语：浅草ビューホテル）
- 淺草燦路都大飯店（日语：サンルートホテルチェーン）

## 巴士路線
最近的巴士站有「淺草壽町」「田原町站」「雷門一丁目」。以下路線由東京都交通局、京成巴士、京成Town Bus、日立自動車交通運行。

### 淺草壽町
| 乘車處 | 系統   | 主要行經地                     | 目的地               | 運行業者       | 備註                                 |
| ------ | ------ | ------------------------------ | -------------------- | -------------- | ------------------------------------ |
| 6      | 上23   | 十間橋                         | 平井站               | ■都營          |                                      |
| 6      | 草39   | 向島消防署前、青戶車庫         | 金町站               | ■都營          | 平日白天在上野松坂屋始發             |
| 6      | 草41   | 鶯谷站、三河島站、町屋站       | 足立梅田町           | ■都營          |                                      |
| 6      | 草43   | 三之輪站、千住大橋站           | 千住車庫、足立區役所 | ■都營          | 僅周六日（平日須前往淺草一丁目搭乘） |
| 7      | 草43   | 雷門一丁目                     | 淺草雷門             | ■都營          | 周六日以本站為終點                   |
| 7      | 草41   |                                | 下車專用             | ■都營          |                                      |
| 7      | 草39   | 平日白天在10號乘車處發車       | 下車專用             | ■都營          |                                      |
| 7      | 草63   |                                | 下車專用             | ■都營          |                                      |
| 8      | 草24   | 龜戶站、西大島站・大島站       | 東大島站             | ■都營          |                                      |
| 9      | 上46   | 吉原大門、多瑙通（ドナウ通り） | 南千住站東口         | ■都營          |                                      |
| 9      | 上46   | 吉原大門                       | 南千住車庫           | ■都營          |                                      |
| 10     | 上23   | 上野站                         | 上野松坂屋           | ■都營          |                                      |
| 10     | 上46   | 上野站                         | 上野松坂屋           | ■都營          |                                      |
| 10     | 草39   | 上野站                         | 上野松坂屋           | ■都營          | 僅平日白天                           |
| 11     | 有01   | 堀切菖蒲園站                   | 龜有站（南口）       | 京成Town       | 行經東京晴空塔（早晨部分班次除外）   |
| 11     | 新小59 | 東京晴空塔城                   | 新小岩站（東北廣場） | 京成、京成Town |                                      |

### 田原町站
- 台東區循環巴士「南めぐりん」：生涯學習中心北、上野站方向
- 台東區循環巴士「ぐるーりめぐりん」：大江戶線藏前站、鳥越神社前、新御徒町站、台東區役所、上野站入谷口、三之輪站方向

### 雷門一丁目
- 草43：往淺草雷門
- 草63：往池袋站東口

## 站名由來
設站時本地地名為淺草區松清町，因鄰近市電田原町車站而命名為「田原町」。1965年（昭和40年）8月1日實施住居表示後，所在地町名改為現在的西淺草一丁目，都電站名也隨之改為「淺草一丁目」，但本站站名不變。
都電於1972年（昭和47年）11月廢除。

## 相鄰車站
東京地下鐵
 銀座線
稻荷町（G 17）－田原町（G 18）－淺草（G 19）

### 來源
東京都統計年鑑
1. ↑  東京都統計年鑑（平成4年）
2. ↑  東京都統計年鑑（平成5年）
3. ↑  東京都統計年鑑（平成6年）
4. ↑  東京都統計年鑑（平成7年）
5. ↑  東京都統計年鑑（平成8年）
6. ↑  .   [2016-07-30]. （原始内容存档于2016-03-04）.
7. ↑  東京都統計年鑑（平成10年）PDF
8. ↑  東京都統計年鑑（平成11年）PDF
9. ↑  .   [2016-07-30]. （原始内容存档于2016-03-04）.
10. ↑  .   [2016-07-30]. （原始内容存档于2016-03-04）.
11. ↑  .   [2016-07-30]. （原始内容存档于2017-07-29）.
12. ↑  .   [2016-07-30]. （原始内容存档于2017-07-29）.
13. ↑  .   [2016-07-30]. （原始内容存档于2017-07-29）.
14. ↑  .   [2016-07-30]. （原始内容存档于2017-07-29）.
15. ↑  .   [2016-07-30]. （原始内容存档于2017-07-29）.
16. ↑  .   [2016-07-30]. （原始内容存档于2017-07-29）.
17. ↑  .   [2016-07-30]. （原始内容存档于2017-07-29）.
18. ↑  .   [2016-07-30]. （原始内容存档于2016-03-26）.
19. ↑  .   [2016-07-30]. （原始内容存档于2016-03-27）.
20. ↑  .   [2016-07-30]. （原始内容存档于2016-03-25）.
21. ↑  .   [2016-07-30]. （原始内容存档于2016-03-27）.
22. ↑  .   [2016-07-30]. （原始内容存档于2016-03-22）.
23. ↑  .   [2019-01-05]. （原始内容存档于2017-07-30）.
24. ↑  .   [2019-01-05]. （原始内容存档于2018-11-09）.
25. ↑  .   [2019-01-05]. （原始内容存档于2019-05-02）.

## 外部連結
- 田原町/G18 | 路線・車站資訊 | 東京地下鐵